# Ширококлюв Грауера
Ширококлюв Грауера, или рогоклюв Грауера, или зелёная ширококлювка (лат. Pseudocalyptomena graueri) — вид птиц семейства рогоклювых (Eurylaimidae), который представляет монотипический род Pseudocalyptomena. Видовое название дано в честь немецкого зоолога Рудольфа Грауэра, который собирал естественно-исторические коллекции в Бельгийском Конго.

## Систематика
Барон Уолтер Ротшильд, который описал этот вид, считал, что это мухоловка только внешне похожая на азиатских рогоклювов из рода Calyptomena, отсюда и название pseudo- или «ложная» Calyptomena. В настоящее время этот вид рассматривается как настоящий рогоклюв и один из немногих африканских представителей в этом исходно азиатском семействе.

## Описание
Этот вид с ярко-зелёным оперением, голубым горлом и маленьким клювом, довольно сильно отличается от других рогоклювов. Взрослые особи имеют охристую шапочку мелко испещрённую продольными чёрными полосками и узкую чёрную «уздечку» от клюва к глазу.

## Биотопы и ареал
Он встречается в тропических влажных горных лесах, и является эндемиком гор рифтовой зоны Альбертин на территории Демократической Республики Конго и Уганды. В Уганде эта редкая птица встречается на высоте от 2100 до 2200 метров над уровнем моря лесу Бвинди. Плотность популяции, вероятно, меньше, чем одна особь на км2.

## Питание
Ширококлюв Грауера питается семенами и сочными плодами, цветамиы и цветочные почки, а также некоторыми беспозвоночными.
- Звуки ширококлюва Грауера на сайте xeno-canto.org

## Охрана
Этот вид встречается редко, но в настоящее время под охраной находится только часть его ареала. Он находится под угрозой уничтожения лесов и деградации среды обитания, в целом, в том числе и потому, что его в настоящее время известная зона распространения перекрывается с областями, в которых наблюдались массовые притоки людей в недавнем прошлом. Он был классифицирован как уязвимый вид по номенклатуре МСОП.